# José Gil (Philosoph)
José Gil (* 1939 in Muecate, Mosambik) ist ein portugiesischer Philosoph, Essayist und Universitätsprofessor.

## Biographie
Er wurde im Muecate, Mosambik geboren, studierte Mathematik bei der Faculdade de Ciências da Universidade de Lisboa, bevor er nach Frankreich umsiedelte. Er erlangte 1969 einen Bachelor in Philosophie von der Universität von Paris. Ein Jahr später erlangte er einen Master-Abschluss mit einem Thesis über der Moral von Immanuel Kant. Anschließend nahm er seine Lehrtätigkeit auf.
José Gil war als einer der 25 wichtigsten Denker der Welt angesehen bei der französischen Wochenzeitung Le Nouvel Observateur.

## Werke
- 1981: As metamorfoses do corpo. Regra do jogo.
- 1983: La Crucifiée, Éditions de la Différence.
- 1983: Un'Antropologia delle Forze, Einaudi.
- 1984: La Corse, entre la liberté et la terreur – Étude sur la dynamique des systèmes politiques corses, Éditions de la Différence (2.ª edição: 1991).
- 1985: Métamorphoses du corps, Éditions de la Différence.
- 1986: A Crucificada, Relógio d'Água.
- 1987: Fernando Pessoa ou a Metafisica das Sensações, Relógio d'Água.
- 1988: Fernando Pessoa ou la métaphysique des sensations, Éditions de la Différence.
- 1988: Corpo, Espaço e Poder, Litoral Edições.
- 1990: Cemitério dos Desejos, Relógio d'Água.
- 1990: Cimetière des Plaisirs, Éditions de la Différence.
- 1994: O Espaço Interior, Presença.
- 1994: Os Monstros, Quetzal (2ª edição: 2006. Relógio d'Água).
- 1995: Salazar: a Retórica da Invisibilidade, Relógio d'Água.
- 1996: O ensaísmo trágico de Eduardo Lourenço (com Fernando Catroga). Relógio d'Água.
- 1996: A Imagem-Nua e as Pequenas Percepções, Relógio d'Água.
- 1997: Metamorfoses do Corpo, Relógio d'Água.
- 1999: Diferença e Negação na Poesia de Fernando Pessoa, Relógio d'Água.
- 2001: Movimento Total: O Corpo e a Dança, Relógio d'Água.
- 2003: A Profundidade e a Superfície: Ensaio sobre o Principezinho de Saint-Exupéry, Relógio d'Água.
- 2004: Portugal, Hoje: O Medo de Existir, Relógio d'Água, Lisboa, Novembro de 2004.
- 2005: Sem Título: Escritos sobre Arte e Artistas, Relógio d'Água.
- 2008: Ao meio-dia, os passáros. Relógio d'Água.
- 2008: O imperceptível devir da Imanência. Relógio d'Água.
- 2008: Fractura possível. Edium.
- 2009: Em busca da identidade: o desnorte. Relógio d'Água.
- 2010: O devir-eu de Fernando Pessoa. Relógio d'Água.
- 2010: A arte como linguagem. Relógio d'Água.
- 2011: O humor e a Lógica dos Objectos de Duchamp (com Ana Godinho). Relógio d'Água.
- 2013: Cansaço, Tédio, Desassossego. Relógio d'Água.
- 2014: Pulsações (Org. Ana Godinho). Relógio d'Água.
- 2017: SolangeDasCerejas. Edições Vírgula.

| Personendaten    | Personendaten                       |
| ---------------- | ----------------------------------- |
| NAME             | Gil, José                           |
| KURZBESCHREIBUNG | portugiesischer Philosoph, Essayist |
| GEBURTSDATUM     | 1939                                |
| GEBURTSORT       | Muecate, Mosambik                   |